# Маккеллар, Энн
Энн Макке́ллар (англ. Ann McKellar) — шотландская кёрлингистка.
В составе женской сборной Шотландии бронзовый призёр чемпионата мира 1979 и чемпионата Европы 1979. Чемпионка Шотландии среди женщин (1979).
Играла на позиции третьего.

## Достижения
- Чемпионат мира по кёрлингу среди женщин: бронза (1979).
- Чемпионат Европы по кёрлингу: бронза (1979).
- Чемпионат Шотландии по кёрлингу среди женщин: золото (1979).

## Команды
| Сезон   | Четвёртый   | Третий        | Второй          | Первый     | Турниры |
| ------- | ----------- | ------------- | --------------- | ---------- | ------- |
| 1978—79 | Бет Линдсей | Энн Маккеллар | Джанет Джонстон | Мэй Тейлор | ЧМ 1979 |
| 1979—80 | Бет Линдсей | Энн Маккеллар | Джанет Джонстон | Мэй Тейлор | ЧЕ 1979 |

(скипы выделены полужирным шрифтом)